# Popis Europskih sveučilišnih prvenstava
Europska sveučilišna prvenstva su sportska natjecanja pod okriljem Europskoga sveučilišnog sportskog saveza na kojima sudjeluju europska sveučilišta, a održavaju se svake neparne godine.

## Prvenstva 2001. godine
| Prvenstvo                                   | Sport   | Domaćin                   | Početak         | Kraj               |
| ------------------------------------------- | ------- | ------------------------- | --------------- | ------------------ |
| 1. Europsko sveučilišno prvenstvo u odbojci | Odbojka | Užice, Srbija i Crna Gora | 19. rujna 2001. | 22. rujna 2001.    |
| 1. Europsko sveučilišno prvenstvo u košarci | Košarka | Aveiro, Portugal          | 27. rujna 2001. | 1. listopada 2001. |

## Prvenstva 2002. godine
| Prvenstvo                                   | Sport   | Domaćin          | Početak          | Kraj            |
| ------------------------------------------- | ------- | ---------------- | ---------------- | --------------- |
| 2. Europsko sveučilišno prvenstvo u košarci | Košarka | Kopar, Slovenija | 27. lipnja 2002. | 1. srpnja 2002. |
| 2. Europsko sveučilišno prvenstvo u odbojci | Odbojka | Atena, Grčka     | 2. srpnja 2002.  | 6. srpnja 2002. |

## Prvenstva 2003. godine
| Prvenstvo                                    | Sport   | Domaćin                       | Početak           | Kraj               |
| -------------------------------------------- | ------- | ----------------------------- | ----------------- | ------------------ |
| 3. Europsko sveučilišno prvenstvo u odbojci  | Odbojka | Maribor, Slovenija            | 2. srpnja 2003.   | 8. srpnja 2003.    |
| 3. Europsko sveučilišno prvenstvo u košarci  | Košarka | Novi Sad, Srbija i Crna Gora  | 15. srpnja 2003.  | 21. srpnja 2003.   |
| 1. Europsko sveučilišno prvenstvo u nogometu | Nogomet | Rim, Italija                  | 3. kolovoza 2003. | 10. kolovoza 2003. |
| 1. Europsko sveučilišno prvenstvo u karateu  | Karate  | Podgorica, Srbija i Crna Gora | 4. rujna 2003.    | 7. rujna 2003.     |

## Prvenstva 2004. godine
| Prvenstvo                                              | Sport              | Domaćin              | Početak            | Kraj               |
| ------------------------------------------------------ | ------------------ | -------------------- | ------------------ | ------------------ |
| 1. Europsko sveučilišno prvenstvo u odbojci na pijesku | Odbojka na pijesku | Klagenfurt, Austrija | 16. lipnja 2004.   | 19. lipnja 2004.   |
| 4. Europsko sveučilišno prvenstvo u košarci            | Košarka            | Mulhouse, Francuska  | 28. lipnja 2004.   | 1. srpnja 2004.    |
| 2. Europsko sveučilišno prvenstvo u nogometu           | Nogomet            | Wroclaw, Poljska     | 5. srpnja 2004.    | 11. srpnja 2004.   |
| 1. Europsko sveučilišno prvenstvo u futsalu            | Futsal             | Paralimni, Cipar     | 19. rujna 2004.    | 24. rujna 2004.    |
| 4. Europsko sveučilišno prvenstvo u odbojci            | Odbojka            | Braga, Portugal      | 21. rujna 2004.    | 26. rujna 2004.    |
| 1. Europsko sveučilišno prvenstvo u badmintonu         | Badminton          | Krakov, Poljska      | 23. rujna 2004.    | 26. rujna 2004.    |
| 1. Europsko sveučilišno prvenstvo u tenisu             | Tenis              | Touques, Francuska   | 13. prosinca 2004. | 17. prosinca 2004. |

## Prvenstva 2005. godine
| Prvenstvo                                              | Sport              | Domaćin                                 | Početak             | Kraj                |
| ------------------------------------------------------ | ------------------ | --------------------------------------- | ------------------- | ------------------- |
| 2. Europsko sveučilišno prvenstvo u odbojci na pijesku | Odbojka na pijesku | Portorož, Slovenija                     | 23. lipnja 2005.    | 26. lipnja 2005.    |
| 5. Europsko sveučilišno prvenstvo u košarci            | Košarka            | Gorzów Wielkopolski, Poljska            | 28. lipnja 2005.    | 2. srpnja 2005.     |
| 2. Europsko sveučilišno prvenstvo u karateu            | Karate             | Wrocław, Poljska                        | 29. lipnja 2005.    | 2. srpnja 2005.     |
| 5. Europsko sveučilišno prvenstvo u odbojci            | Odbojka            | Tallinn, Estonija                       | 30. lipnja 2005.    | 4. srpnja 2005.     |
| 3. Europsko sveučilišno prvenstvo u nogometu           | Nogomet            | Niš, Srbija i Crna Gora                 | 11. srpnja 2005.    | 17. srpnja 2005.    |
| 2. Europsko sveučilišno prvenstvo u futsalu            | Futsal             | Latina, Italija                         | 17. srpnja 2005.    | 24. srpnja 2005.    |
| 1. Europsko sveučilišno prvenstvo u veslanju           | Veslanje           | Cardiff (Wales), Ujedinjeno Kraljevstvo | 22. srpnja 2005.    | 24. srpnja 2005.    |
| 2. Europsko sveučilišno prvenstvo u badmintonu         | Badminton          | Mainz, Njemačka                         | 27. listopada 2005. | 30. listopada 2005. |
| 2. Europsko sveučilišno prvenstvo u tenisu             | Tenis              | Rouen, Francuska                        | 28. studenog 2005.  | 3. prosinca 2005.   |

## Prvenstva 2006. godine
| Prvenstvo                                              | Sport              | Domaćin                       | Početak          | Kraj             |
| ------------------------------------------------------ | ------------------ | ----------------------------- | ---------------- | ---------------- |
| 3. Europsko sveučilišno prvenstvo u odbojci na pijesku | Odbojka na pijesku | Latina, Italija               | 22. lipnja 2006. | 25. lipnja 2006. |
| 1. Europsko sveučilišno prvenstvo u rukometu           | Rukomet            | Besançon, Francuska           | 26. lipnja 2006. | 1. srpnja 2006.  |
| 6. Europsko sveučilišno prvenstvo u odbojci            | Odbojka            | Eindhoven, Nizozemska         | 2. srpnja 2006.  | 9. srpnja 2006.  |
| 4. Europsko sveučilišno prvenstvo u nogometu           | Nogomet            | Eindhoven, Nizozemska         | 2. srpnja 2006.  | 9. srpnja 2006.  |
| 3. Europsko sveučilišno prvenstvo u tenisu             | Tenis              | Eindhoven, Nizozemska         | 2. srpnja 2006.  | 9. srpnja 2006.  |
| 6. Europsko sveučilišno prvenstvo u košarci            | Košarka            | Guimarães, Portugal           | 11. srpnja 2006. | 16. srpnja 2006. |
| 3. Europsko sveučilišno prvenstvo u badmintonu         | Badminton          | Lisabon, Portugal             | 13. srpnja 2006. | 16. srpnja 2006. |
| 3. Europsko sveučilišno prvenstvo u futsalu            | Futsal             | Novi Sad, Srbija              | 18. srpnja 2006. | 23. srpnja 2006. |
| 2. Europsko sveučilišno prvenstvo u veslanju           | Veslanje           | Brive-la-Gaillarde, Francuska | 1. rujna 2006.   | 2. rujna 2006.   |

## Prvenstva 2007. godine
| Prvenstvo                                              | Sport              | Domaćin                       | Početak            | Kraj               |
| ------------------------------------------------------ | ------------------ | ----------------------------- | ------------------ | ------------------ |
| 1. Europsko sveučilišno prvenstvo u stolnom tenisu     | Stolni tenis       | Ostrava, Češka                | 21. lipnja 2007.   | 24. lipnja 2007.   |
| 2. Europsko sveučilišno prvenstvo u rukometu           | Rukomet            | Łódź, Poljska                 | 3. srpnja 2007.    | 8. srpnja 2007.    |
| 3. Europsko sveučilišno prvenstvo u karateu            | Karate             | Podgorica, Crna Gora          | 6. srpnja 2007.    | 8. srpnja 2007.    |
| 5. Europsko sveučilišno prvenstvo u nogometu           | Nogomet            | Rim, Italija                  | 9. srpnja 2007.    | 15. srpnja 2007.   |
| 4. Europsko sveučilišno prvenstvo u odbojci na pijesku | Odbojka na pijesku | Valencia, Španjolska          | 16. srpnja 2007.   | 19. srpnja 2007.   |
| 7. Europsko sveučilišno prvenstvo u odbojci            | Odbojka            | Rijeka, Hrvatska              | 16. srpnja 2007.   | 23. srpnja 2007.   |
| 4. Europsko sveučilišno prvenstvo u futsalu            | Futsal             | Izola, Slovenija              | 23. srpnja 2007.   | 29. srpnja 2007.   |
| 7. Europsko sveučilišno prvenstvo u košarci            | Košarka            | Ženeva, Švicarska             | 23. srpnja 2007.   | 29. srpnja 2007.   |
| 3. Europsko sveučilišno prvenstvo u veslanju           | Veslanje           | Girona i Banyoles, Španjolska | 6. rujna 2007.     | 8. rujna 2007.     |
| 1. Europsko sveučilišno prvenstvo u ragbi sedmici      | Ragbi sedmica      | Grenoble, Francuska           | 27. rujna 2007.    | 29. rujna 2007.    |
| 4. Europsko sveučilišno prvenstvo u badmintonu         | Badminton          | Sankt-Peterburg, Rusija       | 12. studenog 2007. | 17. studenog 2007. |
| 4. Europsko sveučilišno prvenstvo u tenisu             | Tenis              | Moskva, Rusija                | 3. prosinca 2007.  | 9. prosinca 2007.  |

## Prvenstva 2008. godine
| Prvenstvo                                              | Sport              | Domaćin           | Početak            | Kraj               |
| ------------------------------------------------------ | ------------------ | ----------------- | ------------------ | ------------------ |
| 5. Europsko sveučilišno prvenstvo u odbojci na pijesku | Odbojka na pijesku | Antalya, Turska   | 17. lipnja 2008.   | 22. lipnja 2008.   |
| 2. Europsko sveučilišno prvenstvo u stolnom tenisu     | Stolni tenis       | Latina, Italija   | 19. lipnja 2008.   | 22. lipnja 2008.   |
| 5. Europsko sveučilišno prvenstvo u futsalu            | Futsal             | Wrocław, Poljska  | 14. srpnja 2008.   | 19. srpnja 2008.   |
| 6. Europsko sveučilišno prvenstvo u nogometu           | Nogomet            | Kijev, Ukrajina   | 20. srpnja 2008.   | 26. srpnja 2008.   |
| 3. Europsko sveučilišno prvenstvo u rukometu           | Rukomet            | Niš, Srbija       | 21. srpnja 2008.   | 26. srpnja 2008.   |
| 8. Europsko sveučilišno prvenstvo u košarci            | Košarka            | Novi Sad, Srbija  | 21. srpnja 2008.   | 27. srpnja 2008.   |
| 8. Europsko sveučilišno prvenstvo u odbojci            | Odbojka            | Camerino, Italija | 21. srpnja 2008.   | 27. srpnja 2008.   |
| 2. Europsko sveučilišno prvenstvo u ragbi sedmici      | Ragbi sedmica      | Rim, Italija      | 24. srpnja 2008.   | 27. srpnja 2008.   |
| 4. Europsko sveučilišno prvenstvo u veslanju           | Veslanje           | Zagreb, Hrvatska  | 28. kolovoza 2008. | 30. kolovoza 2008. |
| 5. Europsko sveučilišno prvenstvo u badmintonu         | Badminton          | Krakov, Poljska   | 10. rujna 2008.    | 14. rujna 2008.    |
| 5. Europsko sveučilišno prvenstvo u tenisu             | Tenis              | Dublin, Irska     | 9. prosinca 2008.  | 14. prosinca 2008. |

## Prvenstva 2009. godine
| Prvenstvo                                              | Sport              | Domaćin                         | Početak            | Kraj                |
| ------------------------------------------------------ | ------------------ | ------------------------------- | ------------------ | ------------------- |
| 9. Europsko sveučilišno prvenstvo u odbojci            | Odbojka            | Hamburg, Njemačka               | 18. svibnja 2009.  | 24. svibnja 2009.   |
| 3. Europsko sveučilišno prvenstvo u ragbi sedmici      | Ragbi sedmica      | Bristol, Ujedinjeno Kraljevstvo | 10. lipnja 2009.   | 12. lipnja 2009.    |
| 4. Europsko sveučilišno prvenstvo u rukometu           | Rukomet            | Ljubljana, Slovenija            | 15. lipnja 2009.   | 21. lipnja 2009.    |
| 9. Europsko sveučilišno prvenstvo u košarci            | Košarka            | Heraklion, Grčka                | 15. lipnja 2009.   | 21. lipnja 2009.    |
| 6. Europsko sveučilišno prvenstvo u badmintonu         | Badminton          | Ženeva, Švicarska               | 20. lipnja 2009.   | 24. lipnja 2009.    |
| 4. Europsko sveučilišno prvenstvo u karateu            | Karate             | Córdoba, Španjolska             | 16. srpnja 2009.   | 19. srpnja 2009.    |
| 6. Europsko sveučilišno prvenstvo u futsalu            | Futsal             | Podgorica, Crna Gora            | 20. srpnja 2009.   | 26. srpnja 2009.    |
| 7. Europsko sveučilišno prvenstvo u nogometu           | Nogomet            | Wrocław, Poljska                | 20. srpnja 2009.   | 26. srpnja 2009.    |
| 3. Europsko sveučilišno prvenstvo u stolnom tenisu     | Stolni tenis       | Niš, Srbija                     | 22. srpnja 2009.   | 25. srpnja 2009.    |
| 6. Europsko sveučilišno prvenstvo u tenisu             | Tenis              | Poznanj, Poljska                | 27. srpnja 2009.   | 1. kolovoza 2009.   |
| 6. Europsko sveučilišno prvenstvo u odbojci na pijesku | Odbojka na pijesku | Gdynia, Poljska                 | 29. srpnja 2009.   | 2. kolovoza 2009.   |
| 1. Europsko sveučilišno prvenstvo u golfu              | Golf               | Algarve, Portugal               | 2. rujna 2009.     | 6. rujna 2009.      |
| 5. Europsko sveučilišno prvenstvo u veslanju           | Veslanje           | Kruszwica, Poljska              | 2. rujna 2009.     | 5. rujna 2009.      |
| 1. Europsko sveučilišno prvenstvo u bridžu             | Bridž              | Opatija, Hrvatska               | 4. listopada 2009. | 10. listopada 2009. |
| 1. Europsko sveučilišno prvenstvo u taekwondou         | Taekwondo          | Braga, Portugal                 | 10. prosinca 2009. | 12. prosinca 2009.  |

## Prvenstva 2010. godine
| Prvenstvo                                              | Sport              | Domaćin               | Početak            | Kraj               |
| ------------------------------------------------------ | ------------------ | --------------------- | ------------------ | ------------------ |
| 5. Europsko sveučilišno prvenstvo u rukometu           | Rukomet            | Nikozija, Cipar       | 14. lipnja 2010.   | 20. lipnja 2010.   |
| 7. Europsko sveučilišno prvenstvo u badmintonu         | Badminton          | Nancy, Francuska      | 16. lipnja 2010.   | 20. lipnja 2010.   |
| 4. Europsko sveučilišno prvenstvo u stolnom tenisu     | Stolni tenis       | Kazanj, Rusija        | 22. lipnja 2010.   | 27. lipnja 2010.   |
| 7. Europsko sveučilišno prvenstvo u odbojci na pijesku | Odbojka na pijesku | Kazanj, Rusija        | 6. srpnja 2010.    | 11. srpnja 2010.   |
| 4. Europsko sveučilišno prvenstvo u ragbi sedmici      | Ragbi sedmica      | Córdoba, Španjolska   | 14. srpnja 2010.   | 17. srpnja 2010.   |
| 7. Europsko sveučilišno prvenstvo u futsalu            | Futsal             | Zagreb, Hrvatska      | 19. srpnja 2010.   | 25. srpnja 2010.   |
| 10. Europsko sveučilišno prvenstvo u košarci           | Košarka            | Poznanj, Poljska      | 19. srpnja 2010.   | 25. srpnja 2010.   |
| 8. Europsko sveučilišno prvenstvo u nogometu           | Nogomet            | Varšava, Poljska      | 19. srpnja 2010.   | 25. srpnja 2010.   |
| 10. Europsko sveučilišno prvenstvo u odbojci           | Odbojka            | Varšava, Poljska      | 23. srpnja 2010.   | 30. srpnja 2010.   |
| 7. Europsko sveučilišno prvenstvo u tenisu             | Tenis              | Coimbra, Portugal     | 27. srpnja 2010.   | 31. srpnja 2010.   |
| 6. Europsko sveučilišno prvenstvo u veslanju           | Veslanje           | Amsterdam, Nizozemska | 19. kolovoza 2010. | 22. kolovoza 2010. |

## Prvenstva 2011. godine
| Prvenstvo                                              | Sport              | Domaćin                       | Početak            | Kraj               |
| ------------------------------------------------------ | ------------------ | ----------------------------- | ------------------ | ------------------ |
| 9. Europsko sveučilišno prvenstvo u nogometu           | Nogomet            | Istanbul, Turska              | 19. lipnja 2011.   | 26. lipnja 2011.   |
| 8. Europsko sveučilišno prvenstvo u badmintonu         | Badminton          | Harkiv, Ukrajina              | 20. lipnja 2011.   | 25. lipnja 2011.   |
| 1. Europsko sveučilišno prvenstvo u džudu              | Džudo              | Sarajevo, Bosna i Hercegovina | 23. lipnja 2011.   | 26. lipnja 2011.   |
| 5. Europsko sveučilišno prvenstvo u ragbi sedmici      | Ragbi sedmica      | Lille, Francuska              | 27. lipnja 2011.   | 2. srpnja 2011.    |
| 11. Europsko sveučilišno prvenstvo u odbojci           | Odbojka            | Kragujevac, Srbija            | 10. srpnja 2011.   | 17. srpnja 2011.   |
| 11. Europsko sveučilišno prvenstvo u košarci           | Košarka            | Córdoba, Španjolska           | 13. srpnja 2011.   | 20. srpnja 2011.   |
| 8. Europsko sveučilišno prvenstvo u futsalu            | Futsal             | Tampere, Finska               | 17. srpnja 2011.   | 24. srpnja 2011.   |
| 6. Europsko sveučilišno prvenstvo u rukometu           | Rukomet            | Rijeka, Hrvatska              | 17. srpnja 2011.   | 24. srpnja 2011.   |
| 8. Europsko sveučilišno prvenstvo u odbojci na pijesku | Odbojka na pijesku | Málaga, Španjolska            | 17. srpnja 2011.   | 22. srpnja 2011.   |
| 5. Europsko sveučilišno prvenstvo u stolnom tenisu     | Stolni tenis       | Madeira, Portugal             | 19. srpnja 2011.   | 23. srpnja 2011.   |
| 5. Europsko sveučilišno prvenstvo u karateu            | Karate             | Sarajevo, Bosna i Hercegovina | 22. srpnja 2011.   | 25. srpnja 2011.   |
| 2. Europsko sveučilišno prvenstvo u bridžu             | Bridž              | Varšava, Poljska              | 29. kolovoza 2011. | 2. rujna 2011.     |
| 7. Europsko sveučilišno prvenstvo u veslanju           | Veslanje           | Moskva, Rusija                | 30. kolovoza 2011. | 2. rujna 2011.     |
| 8. Europsko sveučilišno prvenstvo u tenisu             | Tenis              | St. Gallen, Švicarska         | 5. rujna 2011.     | 10. rujna 2011.    |
| 2. Europsko sveučilišno prvenstvo u golfu              | Golf               | Otočec, Slovenija             | 6. rujna 2011.     | 10. rujna 2011.    |
| 2. Europsko sveučilišno prvenstvo u taekwondou         | Taekwondo          | Braga, Portugal               | 12. prosinca 2011. | 14. prosinca 2011. |

## Prvenstva 2013. godine
| Prvenstvo                                              | Sport              | Domaćin                | Početak            | Kraj               |
| ------------------------------------------------------ | ------------------ | ---------------------- | ------------------ | ------------------ |
| 9. Europsko sveučilišno prvenstvo u badmintonu         | Badminton          | Uppsala, Švedska       | 5. svibnja 2013.   | 11. svibnja 2013.  |
| 6. Europsko sveučilišno prvenstvo u ragbi sedmici      | Ragbi sedmica      | Sofija, Bugarska       | 13. lipnja 2013.   | 16. lipnja 2013.   |
| 6. Europsko sveučilišno prvenstvo u stolnom tenisu     | Stolni tenis       | Zonguldak, Turska      | 19. lipnja 2013.   | 23. lipnja 2013.   |
| 12. Europsko sveučilišno prvenstvo u odbojci           | Odbojka            | Nikozija, Cipar        | 23. lipnja 2013.   | 30. lipnja 2013.   |
| 10. Europsko sveučilišno prvenstvo u nogometu          | Nogomet            | Almería, Španjolska    | 23. lipnja 2013.   | 30. lipnja 2013.   |
| 7. Europsko sveučilišno prvenstvo u rukometu           | Rukomet            | Katowice, Poljska      | 26. lipnja 2013.   | 30. lipnja 2013.   |
| 6. Europsko sveučilišno prvenstvo u karateu            | Karate             | Budimpešta, Mađarska   | 18. srpnja 2013.   | 21. srpnja 2013.   |
| 12. Europsko sveučilišno prvenstvo u košarci           | Košarka            | Split, Hrvatska        | 21. srpnja 2013.   | 28. srpnja 2013.   |
| 9. Europsko sveučilišno prvenstvo u futsalu            | Futsal             | Málaga, Španjolska     | 21. srpnja 2013.   | 28. srpnja 2013.   |
| 9. Europsko sveučilišno prvenstvo u odbojci na pijesku | Odbojka na pijesku | Porto, Portugal        | 23. srpnja 2013.   | 28. srpnja 2013.   |
| 1. Europsko sveučilišno prvenstvo u košarci 3 na 3     | Košarka 3 na 3     | Rotterdam, Nizozemska  | 19. kolovoza 2013. | 21. kolovoza 2013. |
| 9. Europsko sveučilišno prvenstvo u tenisu             | Tenis              | Bar, Crna Gora         | 2. rujna 2013.     | 8. rujna 2013.     |
| 8. Europsko sveučilišno prvenstvo u veslanju           | Veslanje           | Poznanj, Poljska       | 5. rujna 2013.     | 8. rujna 2013.     |
| 3. Europsko sveučilišno prvenstvo u golfu              | Golf               | Saint-Saëns, Francuska | 17. rujna 2013.    | 21. rujna 2013.    |
| 3. Europsko sveučilišno prvenstvo u bridžu             | Bridž              | Kraljevica, Hrvatska   | 30. rujna 2013.    | 6. listopada 2013. |
| 2. Europsko sveučilišno prvenstvo u džudu              | Džudo              | Coimbra, Portugal      | 3. listopada 2013. | 6. listopada 2013. |
| 3. Europsko sveučilišno prvenstvo u taekwondou         | Taekwondo          | Moskva, Rusija         | 22. studenog 2013. | 24. studenog 2013. |

## Prvenstva 2015. godine
| Prvenstvo                                               | Sport              | Domaćin               | Početak             | Kraj                |
| ------------------------------------------------------- | ------------------ | --------------------- | ------------------- | ------------------- |
| 10. Europsko sveučilišno prvenstvo u odbojci na pijesku | Odbojka na pijesku | Larnaka, Cipar        | 16. lipnja 2015.    | 21. lipnja 2015.    |
| 7. Europsko sveučilišno prvenstvo u stolnom tenisu      | Stolni tenis       | Ženeva, Švicarska     | 19. lipnja 2015.    | 23. lipnja 2015.    |
| 13. Europsko sveučilišno prvenstvo u košarci            | Košarka            | Kopar, Slovenija      | 20. lipnja 2015.    | 27. lipnja 2015.    |
| 13. Europsko sveučilišno prvenstvo u odbojci            | Odbojka            | Camerino, Italija     | 19. srpnja 2015.    | 26. srpnja 2015.    |
| 11. Europsko sveučilišno prvenstvo u nogometu           | Nogomet            | Osijek, Hrvatska      | 21. srpnja 2015.    | 28. srpnja 2015.    |
| 7. Europsko sveučilišno prvenstvo u ragbi sedmici       | Ragbi sedmica      | Gödöllő, Mađarska     | 22. srpnja 2015.    | 25. srpnja 2015.    |
| 2. Europsko sveučilišno prvenstvo u košarci 3 na 3      | Košarka 3 na 3     | Kragujevac, Srbija    | 23. srpnja 2015.    | 26. srpnja 2015.    |
| 7. Europsko sveučilišno prvenstvo u karateu             | Karateu            | Žabljak, Crna Gora    | 23. srpnja 2015.    | 26. srpnja 2015.    |
| 10. Europsko sveučilišno prvenstvo u tenisu             | Tenis              | Wrocław, Poljska      | 27. srpnja 2015.    | 2. kolovoza 2015.   |
| 8. Europsko sveučilišno prvenstvo u rukometu            | Rukomet            | Braga, Portugal       | 2. kolovoza 2015.   | 9. kolovoza 2015.   |
| 10. Europsko sveučilišno prvenstvo u futsalu            | Futsal             | Poznanj, Poljska      | 2. kolovoza 2015.   | 9. kolovoza 2015.   |
| 1. Europsko sveučilišno prvenstvo u sportskom penjanju  | Sportsko penjanje  | Katowice, Poljska     | 5. kolovoza 2015.   | 9. kolovoza 2015.   |
| 10. Europsko sveučilišno prvenstvo u badmintonu         | Badminton          | Varšava, Poljska      | 31. kolovoza 2015.  | 6. rujna 2015.      |
| 4. Europsko sveučilišno prvenstvo u bridžu              | Bridž              | Varšava, Poljska      | 31. kolovoza 2015.  | 6. rujna 2015.      |
| 9. Europsko sveučilišno prvenstvo u veslanju            | Veslanje           | Hannover, Njemačka    | 9. rujna 2015.      | 12. rujna 2015.     |
| 4. Europsko sveučilišno prvenstvo u golfu               | Golf               | St. Gallen, Švicarska | 15. rujna 2015.     | 19. rujna 2015.     |
| 1. Europsko sveučilišno prvenstvo u šahu                | Šah                | Erevan, Armenija      | 6. listopada 2015.  | 11. listopada 2015. |
| 3. Europsko sveučilišno prvenstvo u džudu               | Džudo              | Reims, Francuska      | 7. listopada 2015.  | 10. listopada 2015. |
| 1. Europsko sveučilišno prvenstvo u plesu ↓a            | Ples               | Rimini, Italija       | 21. listopada 2015. | 25. listopada 2015. |
| 4. Europsko sveučilišno prvenstvo u taekwondou          | Taekwondo          | Opatija, Hrvatska     | 10. studenog 2015.  | 13. studenog 2015.  |

## Prvenstva 2017. godine
| Prvenstvo | Sport | Domaćin | Početak | Kraj |
| --------- | ----- | ------- | ------- | ---- |
|           |       |         |         |      |
|           |       |         |         |      |
|           |       |         |         |      |
|           |       |         |         |      |
|           |       |         |         |      |
|           |       |         |         |      |
|           |       |         |         |      |
|           |       |         |         |      |
|           |       |         |         |      |

## Prvenstva 2019. godine
| Prvenstvo | Sport | Domaćin | Početak | Kraj |
| --------- | ----- | ------- | ------- | ---- |
|           |       |         |         |      |
|           |       |         |         |      |
|           |       |         |         |      |
|           |       |         |         |      |
|           |       |         |         |      |
|           |       |         |         |      |
|           |       |         |         |      |
|           |       |         |         |      |
|           |       |         |         |      |